# Gyre subtropical du Pacifique sud

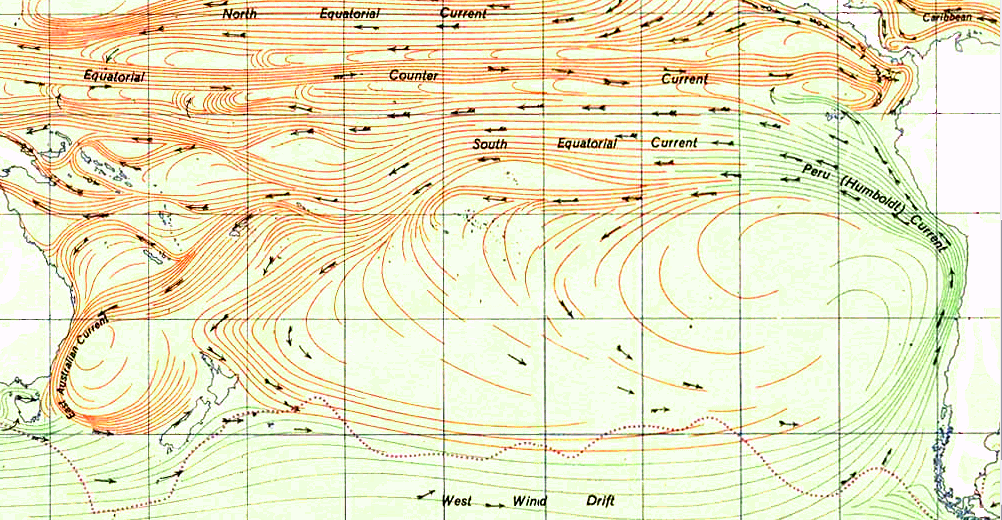
Gyre subtropical du Pacifique sud.

Le gyre subtropical du Pacifique sud est le plus grand gyre océanique de la Terre, situé au sud de l'équateur entre l'Amérique du Sud et l'Australie. Il est pratiquement inactif et est relativement pauvre en vie marine.

## Sédiments
Les sédiments du gyre du Pacifique sud s'accumulent très lentement, environ 0,1 à 1 mètre par million d'années.

## Pollution
Comme pour les quatre autres principaux gyres océaniques, celui du Pacifique sud piège des déchets d'origine humaine, qui en s'agglutinant forment le vortex de déchets du Pacifique sud.